# Интродукция
Интродукция (на латински: introductio – въведение) в музиката е термин с няколко значения:
- Въведение към оперно действие или малка опера или оперета. Интродукцията в този случай има функцията, аналогична на увертюрата, но е в проста форма и малки мащаби. И в някои случаи, когато обикновено е свързващо звено между отделни музикални картини в операта, тя носи названието прелюд или прелюдия (напр. прелюдия към операта „Леонгрин“ на Вагнер. Друга съществена разлика от увертюрата е, че интродукцията е свързана с един от централните образи на музикално-драматичното действие, а в редки случаи с два или повече образа.

- Несамостоятелна част от инструментална пиеса[1], която е изградена най-често импровизационно[2] (напр. интродукция и пондо капричозо за цигулка и оркестър от Камий Сен-Санс).